# Humberto de Alencar Castelo Branco
Humberto de Alencar Castelo Branco (Fortaleza, 20 de septiembre de 1897-Fortaleza, 18 de julio de 1967) fue un político brasileño, el primer dictador militar tras el golpe militar de 1964.

## Carrera militar
En 1918 ingresó en la Escuela Militar de Realengo, en el arma de Infantería, habiendo sido declarado aspirante a oficial en 1921, y designado para el 12.º Regimiento de Infantería en Belo Horizonte. En 1923 alcanzó el puesto de primer teniente. En 1924, hizo el Curso de Perfeccionamiento de Oficiales en la Escuela de Perfeccionamiento de Oficiales y, al regresar al 12.º RI, recibió la misión de comandar un destacamento de la unidad e integrar las fuerzas legalistas que vendrían a enfrentar y vencer revueltas en el año 1925. Luego regresó a la Escuela Militar de Realengo como instructor de Infantería en 1927. Participó, como muchos otros tenientes de su época, de la Revolución de 1930.
Como Capitán, el valor intelectual de Castello Branco sobresalió y, en 1931, cursó la Escuela de Comando y Estado Mayor del Ejército (ECEME), en la que fue el primer colocado de su clase. Promovido a mayor en 1938, fue matriculado en la Escuela Superior de Guerra francesa y al regresar a Brasil, desempeñó la función de instructor de la Escuela Militar del Realengo.
Fue promovido a teniente coronel en 1943 y cursó la Escuela de Comando y Estado Mayor de los Estados Unidos. A continuación, fue jefe de Operaciones de la Fuerza Expedicionaria Brasileña (FEB) durante la Segunda Guerra Mundial, en Italia, permaneciendo durante trescientos días en los campos de batalla. Envió sesenta cartas a su esposa Argentina Viana Castelo Branco y a sus dos hijos. En la FEB, planeó e implementó maniobras militares en los combates en Italia, principalmente en la Batalla de Monte Castello. Según el Mariscal Cordero de Farias, Castello conquistó excepcional prestigio en la FEB, por ser un gran estratega y tener una cabeza privilegiada. Con eso, acabó absorbiendo funciones que serían del Jefe del Estado Mayor, Floriano de Lima Brayner. Sin embargo, era muy cerrado y bastante sarcástico.
Promovido a Coronel en 1945, Castelo Branco regresó a Brasil con el firme propósito de transmitir sus experiencias profesionales a los oficiales del Ejército. De esa forma, asumió el cargo de director de Enseñanza de la ECEME y transformó esa Escuela en un verdadero centro de investigaciones doctrinales.
En 1955, ayudó a la remodelación administrativa del Ejército y apoyó al movimiento militar encabezado por el ministro de la Guerra, general Henrique Teixeira Lott, que garantizó la posesión del presidente electo Juscelino Kubitschek, ya amenazado de sufrir un golpe de Estado por los militares.
Meses después, cuando organizaciones sindicales resolvieron entregar al ministro una espada de oro, Castelo rompió duramente con el general Lott. La prensa registró algunos momentos de ese desentendimiento.
Como General, fue comandante de la ECEME, entre el 15 de septiembre de 1954 y el 3 de enero de 1956. En ese período, perfeccionó su trabajo de mando de 1948, buscando amoldarlo mejor a las características de los jefes y oficiales de Estado Mayor brasileños. Las Conferencias como "La Doctrina de Guerra y la Guerra Moderna" y "Problemas de Seguridad", realizadas en la ECEME, son hitos en la evolución del pensamiento doctrinal de esa Escuela.
En el momento en que llegó a la Presidencia de la República era Jefe del Estado Mayor del Ejército, función que ejerció desde el 13 de septiembre de 1963 al 14 de abril de 1964.

## Presidencia (1964-1967)

Humberto de Castelo Branco en su toma de posesión como presidente de Brasil el 15 de abril de 1964.

Nombrado jefe del Estado Mayor del ejército brasileño por João Goulart en 1963, Castelo Branco fue uno de los líderes del Golpe de Estado en Brasil en 1964, que depuso a Goulart. Tras la designación de Ranieri Mazzilli como presidente interino por el Congreso, Castelo Branco fue elegido Presidente por el propio Congreso a las dos semanas del golpe de Estado y asumió el cargo el día 15 de abril de 1964, inicialmente con el fin de cubrir los dos años de gobierno que aún debía culminar el derrocado João Goulart.
Apenas iniciado su mandato, Castelo Branco desmanteló a la izquierda del Congreso y abolió a los partidos políticos, prohibiendo en la práctica que pudiesen desarrollar actividades políticas, e impuso la censura de prensa y publicaciones.
La Constitución de Brasil quedó suspendida durante el régimen de Castelo Branco y fue reemplazada en la práctica por Actos Institucionales con fuerza de ley, dictados por las fuerzas armadas. Promovió reformas económicas y tributarias, buscando una mayor intervención del Estado en la economía, de acuerdo a los postulados de Getúlio Vargas, de hecho la industrialización brasileña avanzó muchísimo en los primeros años del régimen militar, en tanto los líderes civiles derechistas adictos al régimen impulsaron la sustitución de importaciones a escala masiva.
En el plano político, el "Acto Institucional N° 1", emitida el 9 de abril de 1964, suprimía la elección popular directa del presidente de la República, fijando que solo el Congreso tendría la facultad de elegir al presidente. También esta misma ley daba al gobierno la posibilidad de eliminar derechos políticos por diez años, permitiendo así que por cuestiones de "seguridad nacional" más de 100 opositores al golpe de Estado fueran expulsados de sus cargos e impedidos de participar en actividades políticas, al ser expresamente cesados en sus derechos políticos por el Acto Institucional n.º 1. Como resultado de ello, la gran mayoría de políticos opositores al golpe quedaron fuera del Congreso y de toda la vida política brasileña, siendo por ello imposibilitados de elegir al presidente de la República.

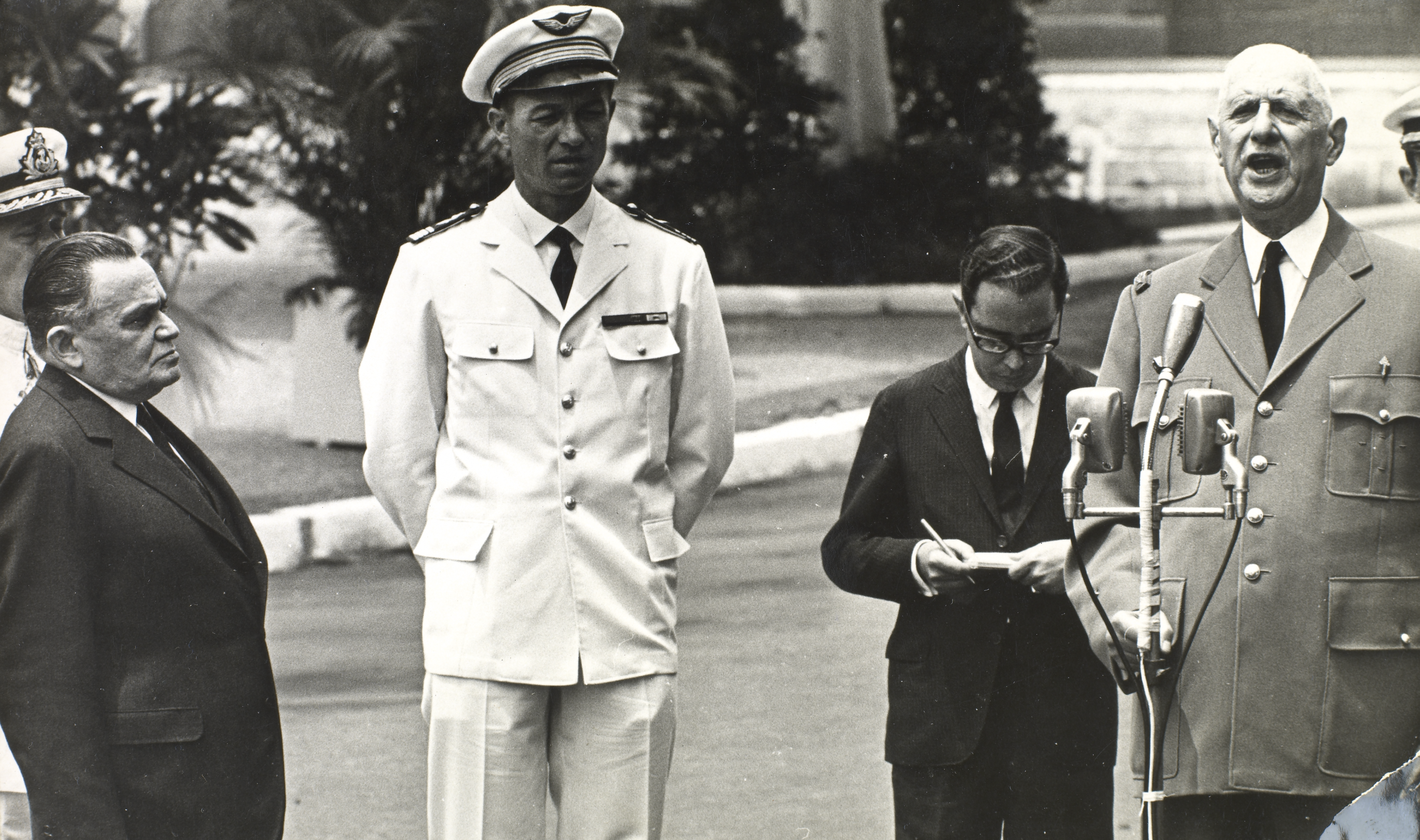
Castelo Branco con su homólogo francés Charles de Gaulle en octubre de 1964.

Castelo Branco mantuvo férreo control sobre la vida política del país, pero pronto entró en pugna con otros líderes militares: Castelo Branco sostuvo que el régimen militar debería ser transitorio y que prontamente el mando político habría de devolverse a los civiles, aunque con las garantías necesarias de que a la izquierda brasileña (en su variante socialista o comunista) no se le permitiera acceder al poder. Esta idea fue rechazada por el general Artur da Costa e Silva, quien con otros jefes militares postulaba que el régimen debería durar al menos por unos años.

Castelo Branco con su homólogo paraguayo Alfredo Stroessner el 27 de marzo de 1965.

En 1965 se permitieron elecciones para los puestos de gobernadores y prefeitos (alcaldes), dando opción solo a candidatos que no estaban tachados por el "Acto Institucional N° 1", lo cual en la práctica impedía participar a muchos líderes opositores. No obstante ese obstáculo, en sitios claves como el Estado de la Guanabara y el Estado de Minas Gerais vencieron candidatos de derecha que eran abiertamente contrarios al golpe de 1964 pero no estaban tachados por el "Acto Institucional N°1". Este hecho fue un serio revés político para el régimen y causó que el 27 de octubre de 1965 Castelo Branco promulgase el "Acto Institucional N° 2" prohibiendo el pluripartidismo, aunque sin destituir a los gobernadores opositores ya elegidos. Otras normas endurecieron la censura de prensa.
Esta decisión impidió un enfrentamiento mayor con los sectores más derechistas del ejército, y permitió que el general Costa e Silva evitase un golpe de Estado mediante una solución de compromiso. El régimen permitió entonces, en base al Acto Institucional N° 2 solo las actividades del partido ARENA, vinculado a las fuerzas armadas, y del MDB como único grupo permitido de opositores (tratando de evitar ante la opinión pública mundial la imagen de dictadura que daba la presencia de un solo partido). Se mantuvo la elección popular directa para el Senado y la Cámara de Diputados, así como para los alcaldes, pero se suspendió por tiempo indefinido la realización de elecciones presidenciales directas.
Entre los miembros de su gabinete se destacaron Artur da Costa e Silva (Guerra), Ernesto Geisel (Jefe del Gabinete Militar), Arnaldo Lopes Süssekind (Trabajo), Roberto de Oliveira Campos (Planeamiento), Otávio Gouveia de Bulhões (Hacienda), Juarez Távora (Agricultura), Eduardo Gomes (Aeronáutica) y Juracy Magalhães (Relaciones Exteriores).

## Constitución de 1967 y cese en el mando
Al acercarse el mes de julio de 1966 y vencer el plazo del mandato presidencial de Goulart, Castelo Branco convocó a que el Congreso realizara la elección del nuevo presidente, seleccionado de un grupo de jefes militares afines al régimen. La elección recayó en el general Artur da Costa e Silva pero se acordó que Castelo Branco extendiera su mandato para dar plazo a elaborar la nueva Constitución de 1967, fuertemente autoritaria y que concentraba la mayor cantidad de atribuciones gubernativas en el Poder Ejecutivo, reduciendo la influencia del Poder Legislativo; para esta constitución intervinieron políticos y juristas de derecha, así como los jefes militares.
Tras la aprobación de esta constitución en el parlamento brasileño (dominado por los derechistas aliados a las fuerzas armadas), se fijó la entrada en vigencia de la nueva constitución el 15 de marzo de 1967, fecha en que Castelo Branco abandonaría el poder para ser sucedido por su ministro de Guerra Mariscal Costa e Silva.

## Fallecimiento
Castelo Branco murió meses después de dejar el poder, en un accidente aéreo sucedido en la ciudad de Fortaleza. Era hijo del General Cândido Borges Castelo Branco y de Antonieta de Alencar Castelo Branco, proveniente de una rica familia de intelectuales brasileños.